# Fisioterapia
Fisioterapia é uma ciência da saúde aplicada ao estudo, diagnóstico, prevenção e tratamento de disfunções cinéticas funcionais de órgãos e sistemas.  Ela estuda, diagnostica, previne e trata os distúrbios, entre outros, cinético-funcionais (da biomecânica e funcionalidade humana) decorrentes de alterações de órgãos e sistemas humanos. Sua gestão necessita do entendimento das estruturas e funções do corpo humano.
Baseia-se na compreensão e no estudo das ciências biológicas e da saúde, fundamentando suas ações em mecanismos terapêuticos próprios, tais como, ciências morfológicas, ciências fisiológicas, patologia, bioquímica, biofísica, biomecânica,cinesia, além das disciplinas comportamentais e sociais. O objetivo desta área é preservar, manter, desenvolver ou restaurar (reabilitação) a integridade de órgãos, sistemas ou funções.
Fisioterapeuta é o profissional da área de saúde, a quem compete executar métodos e técnicas fisioterápicas, com a finalidade de restaurar, desenvolver e conservar a capacidade física do paciente.

## História
A história da fisioterapia pode ser explicada ao longo das décadas e até de séculos, quando os ancestrais dos seres humanos aplicavam fricção para diminuir um quadro doloroso, evoluindo para as técnicas atuais. Admite-se que Hipócrates foi um dos primeiros a descrever e documentar tratamentos para a coluna vertebral, a qual não mudou muito até o final do século XIX.
Desde a Grécia antiga, os indivíduos se interessavam por terapias pelo movimento como uma forma de tratar os doentes, assim como na China Antiga a cinesioterapia era utilizada extensivamente em doenças. Durante a Idade Média, o corpo humano era tido como algo divino, pois se tinha a ideia de ser receptáculo da alma, e como tal, as pesquisas era quase que proibidas, mudando essa visão a partir do Renascimento, e reforçada com o advento da revolução Industrial no processo de reabilitar os trabalhadores acidentados.
No século XIX, com a expansão da eletricidade, clínicas e espaços que usavam a eletroterapia começaram a se espalhar e popularizar, tanto para uso da psiquiatria quanto para o sistema orgânico do corpo, tais aplicações era elaboradas para se evitar o uso de medicamentos. A história da Fisioterapia e de seus precursores se fundamentou em seis pilares: hidroterapia, exercícios terapêuticos, eletroterapia, termoterapia, fototerapia e massagem.
A partir do século XX, a fisioterapia ganha um status de profissão a partir do momento em que as duas guerras mundiais deixam um alto número de pessoas com lesões e ferimentos graves que precisavam urgentemente ser inseridas na vida civil. Nessa época, um dos principais expoentes de pesquisas e desenvolvimento de métodos fisioterapêuticos foram Cyriax, na Inglaterra, e o médico cirurgião alemão Rudolf Klapp, que em conjunto com as fisioterapeutas Blederbeck e Hess desenvolveram o método Klapp, na Alemanha. Há também relatos de implementação da profissão na Suíça no período entre guerras. Nos Estados Unidos, a fisioterapia tem seu registro mais antigo contado a partir de grandes eventos trágicos: a epidemia de poliomielite e a entrada do país na Primeira Guerra Mundial que trouxe de volta vários incapacitados. Nesse país, foi criado a associação de fisioterapeutas, em 1921, e inicialmente não se admitiam homens na Associação, o que só aconteceu a partir da década de 30. Devido à forte necessidade de novos profissionais, dado o contexto, o número de fisioterapeutas membros da Associação Americana de Fisioterapia passou de pouco mais de mil nos anos 30 para um total de mais de 8 mil profissionais na década de 50, aumentando os programas e escolas formadoras na mesma época de 16 para 39; e já na década de 60 eram 15 mil fisioterapeutas americanos em atividade em todo país.
Na década de 1950 foi fundada em Londres, a World Confederation for Physical Therapy (WCPT), com a adesão de 13 países. Ao longo do Século XX, a fisioterapia foi se desenvolvendo e ganhando escopo de profissão reconhecida e necessária, mesmo que muitos desafios ainda sejam colocados.
A crescente colaboração internacional, o desenvolvimento nas técnicas de retreinamento muscular e as pesquisas realizadas por um crescente número de fisioterapeutas foram alguns dos fatores que ajudaram no estabelecimento da fundamentação moderna da fisioterapia, a qual vem se firmando como essencial na prevenção e reabilitação de doenças.

## Recursos fisioterapêuticos

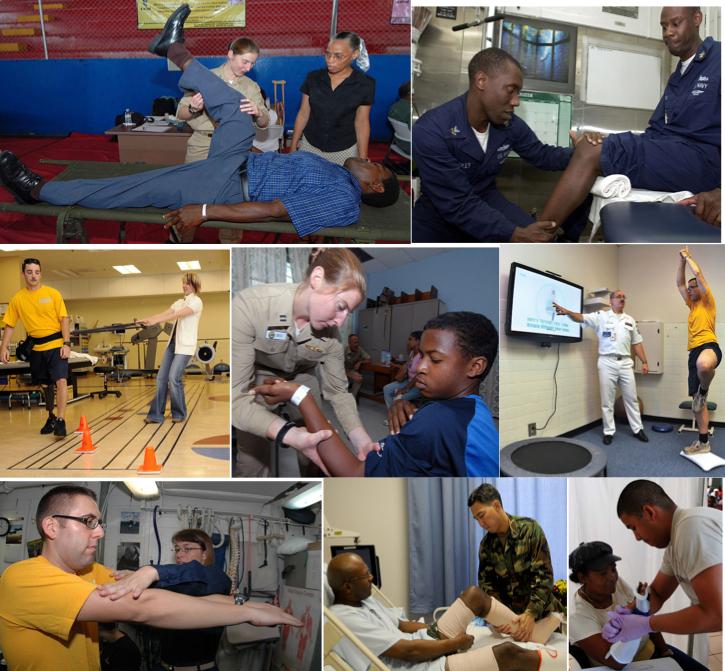
Fisioterapia

Os procedimentos da Fisioterapia contribuem para a prevenção, cura e recuperação da saúde. Para que o fisioterapeuta eleja os procedimentos que serão utilizados, ele terá de proceder à elaboração do diagnóstico Cinesiológico Funcional identificando a abrangência da disfunção, assim como acompanhar a resposta terapêutica aos procedimentos indicados pelo próprio profissional. Eis os mais conhecidos e utilizados recursos fisioterapêuticos:
- Cinesioterapia - Terapia pelo movimento. São procedimentos onde se usa o movimento com os músculos, articulações, ligamentos, tendões e estruturas do sistema nervoso central e periférico, que têm como objetivo recuperar a função dos mesmos. A reeducação postural é um princípio da cinesioterapia: tratar deformidades da coluna ou problemas de postura com exercícios de alongamento e de fortalecimento muscular. Um dos caminhos é o popularmente conhecido no Brasil como RPG, porém pouco difundido na Europa, aonde se prefere os termos Cadeias musculares de Mezière ou Cadeias diagonais de Busquet (oblíquas, transversas), entre outras.
- Eletroterapia - Recurso que utiliza a eletricidade em inúmeros tratamentos e estimulação, como o TENS e o FES.
- Termoterapia - Terapia que utiliza o calor, ou o frio, como forma de tratar diversas patologias.
- Fototerapia - Utiliza aparelhos geradores de luz em diversos tratamentos.
- Mecanoterapia - Procedimento com aparelhos mecânicos para fortalecer, alongar, repotencializar a musculatura e reeducar movimentos comprometidos.
- Hidroterapia - Cinesioterapia realizada em ambiente aquático.
- Crioterapia - Emprego de gelo como procedimento terapêutico, geralmente em segmentos para tratamento de contusões e torções musculares.

## Áreas da Fisioterapia
Fisioterapia é uma carreira profissional que tem muitas especialidades, incluindo musculoesquelética, esportes, neurologia, tratamento de feridas, EMG, cardiopulmonar, geriatria, ortopedia, saúde da mulher e pediatria. A reabilitação neurológica é, em particular, um campo que está emergindo rapidamente. Fisioterapeutas atuam em muitos locais, como clínicas de fisioterapia, ambulatórios ou consultórios particulares, clínicas de saúde e bem-estar, instalações de hospitais de reabilitação, instalações de cuidados especializados, instalações de cuidados prolongados, domicílios, centros de educação e pesquisa, escolas, hospícios, outros ambientes ocupacionais, centros de fitness e instalações de treinamento esportivo.
Tais áreas estão descritas abaixo:
- Fisioterapia pediátrica, Neonatológica e Hebeátrica. É a especialidade que utiliza de métodos e técnicas próprias para o tratamento de enfermidades de recém-nascidos, crianças.
- Fisioterapia geriátrica e gerontológica - Estuda, previne e trata as disfunções decorrentes do processo de envelhecimento, mediante a administração de condutas fisioterapêuticas, prevenindo problemas funcionais e promovendo a recuperação funcional global de pessoas idosas.
- Fisioterapia dermatofuncional - Especialidade da Fisioterapia que diagnostica, estuda e trata as afecções dermatológicas e intertegumentares.
- Fisioterapia uroginecofuncional e Obstétrica - A Fisioterapia aplicada à uroginecologia tem como principal objetivo a prevenção e o tratamento de disfunções urinárias, fecais e sexuais, por meio de recursos diversos, entre eles a reeducação do assoalho pélvico e musculatura acessória, os quais serão submetidos a exercícios de fortalecimento. A Fisioterapia Obstétrica se baseia em promover uma melhor adaptação da mulher às mudanças do seu corpo no período de gestação, preparando todas as suas estruturas para o parto.
- Fisioterapia neurofuncional - Área da Fisioterapia que visa ao estudo, diagnóstico e tratamento de distúrbios neurológicos que envolvam ou não disfunções motoras; por exemplo, pacientes que sofreram um acidente vascular encefálico (AVE). A fisioterapia neurofuncional induz ações terapêuticas para recuperação de funções, entre elas a coordenação motora, a força, o equilíbrio e a coordenação. A terapêutica em Fisioterapia neurológica baseia-se em exercícios que promovam a restauração de funções motoras, de forma a resolver deficiências motrizes e aperfeiçoar padrões motores, com importante fundamentação nos princípios neurofisiológicos da facilitação neuromuscular proprioceptiva.
- Fisioterapia traumato-ortopédico-funcional - Estuda, diagnostica e trata as disfunções musculoesqueléticas, de origem ortopédica ou decorrente de traumatismos, além de doenças de origem reumatológica. Utiliza os recursos terapêuticos para aumentar a capacidade de movimentação, estimular a circulação e diminuir as dores de pacientes com fraturas, traumas musculares e entorses.
- Fisioterapia respiratória - Conjunto de procedimentos fisioterapêuticos que visam melhorar a dinâmica respiratória e a distribuição do ar inalado no pulmão, remover secreções brônquicas, obtendo assim melhor função respiratória. Além das técnicas manuais, existem diversos equipamentos que auxiliam na obtenção destes resultados.
- Fisioterapia orofacial - Atua principalmente na saúde bucal em conjunto com a Odontologia e Fonoaudiologia, tratando de disfunções da articulação temporomandibular, além de tratar disfunções relacionadas problemas oculares e pré e pós-operatório de cirurgias plásticas faciais.
- Fisioterapia esportiva - Atua diretamente nas atividades esportivas, na preparação, prevenção e recuperação de lesões no processo de reabilitação de atletas em clubes, times, academias, etc.
- Fisioterapia manipulativa - área de especialização da Fisioterapia que lida com o manejo de condições neuro-músculo-esqueléticas, embasada no raciocínio clínico, usando abordagens de tratamento altamente específicas, incluindo técnicas manuais e exercícios terapêuticos. A FMO também abrange e é conduzida pela evidência clínica e científica disponível e pelo quadro biopsicossocial de cada paciente.
- Acupuntura e fisioterapia - É uma especialização reconhecida pelo COFFITO desde 1985 e consiste na aplicação da acupuntura e de outras técnicas corporais da medicina tradicional chinesa aos problemas músculo-esqueléticos tradicionalmente abordados destacando-se aspectos da terapia e dor,  comportamento depressivo e a reorganização das sensações corporais.
- Fisioterapia oncofuncional - A Fisioterapia Oncofuncional tem como objetivo preservar, manter, desenvolver e restaurar a integridade cinético-funcional de órgãos e sistemas do paciente, assim como prevenir os distúrbios causados pelo tratamento oncológico.

Além dessas, há outras áreas em constante crescimento e desenvolvimento como:
- Fisioterapia clínica;
- Fisioterapia hematológica;
- Fisioterapia angiológica;
- Fisioterapia endocrinológica;
- Fisioterapia cardiofuncional (ou cardiológica);
- Fisioterapia intensiva;
- Fisioterapia preventiva - Tem como principal função prevenir problemas em todas as áreas da fisioterapia;
- Fisioterapia hospitalar;
- Fisioterapia domiciliar;
- Fisioterapia pericial;
- Fisioterapia do sono;
- Fisioterapia da família e da comunidade.

## Fisioterapia no Brasil
No Brasil, a história da fisioterapia não é muito diferente da do resto do mundo, entrando em confluência com o período da Industrialização no país e o aumentando dos acidentados no ambiente de trabalho, desse modo, foram utilizados meios físicos na reabilitação desses indivíduos. No início do século XX, foi criado o primeiro centro especializado, o Departamento de Eletricidade Médica, da Faculdade de Medicina da Universidade de São Paulo, tido como embrião da área, pelo professor Raphael de Barros. Em 1929, foi criado o serviço de fisioterapia em São Paulo, pelo professor Rolim, motivado pelo alto número de pessoas afetadas pela poliomielite, tais profissionais não eram formados em nível superior e sim, formados com nível técnico e eram tidos como "técnicos em fisioterapia".  A história contada por profissionais da área remete aos anos 50 como o início da profissão, sendo esta voltada, principalmente, para a área musculo-esquelética. Em 1959, começou a formar fisioterapeutas de fato. como diz Sanches:

"O primeiro curso de fisioterapia iniciou-se, com duração de dois anos, para formar fisioterapeutas que atuassem em reabilitação."
Galvão, outro pesquisador da área, quando comenta sobre a formação dos fisioterapeutas nos anos 50 diz:

“O profissional formado deveria ser de nível universitário, mas, como um auxiliar do médico, limitado à execução do tratamento prescrito por aquele”.
Com o aumento de profissionais, ainda que poucos, anos antes, em 1956, foi criado o Associação Brasileira Beneficente de Reabilitação (ABBR), que por sua vez criou a Escola de Reabilitação do Rio de Janeiro. Três anos depois foi fundada a Associação Brasileira de Fisioterapia - ABF
Com o processo de formalização, e aumento da oferta técnico-científico, os anos 1960 e 1970 conhece um boom de profissionalização, pela abertura de escolas em todas as profissões superiores. É valido notar que tais cursos funcionavam em 5 estados: Pernambuco, Bahia, Minas Gerais, Guanabara e São Paulo.
Petri também afirma:

"A partir do movimento das Associações beneficentes, foram fundadas, em 1958, a Associação de Assistência à Criança Defeituosa (AACD) por Renato Bonfim, e, então, surgiram as Associações de Pais e Amigos dos Excepcionais (APAEs)."
Após a regulamentação da profissão, existiam apenas apenas seis cursos dessa graduação, pulando para 22 em 1984. Ainda com número reduzido de cursos de graduação na década seguinte, o que dificultava o avanço na profissionalização. A falta de cursos de Pós-graduação era uma delas. Mas aos poucos esse quadro foi mudando e houve um aumento no número de cursos de pós-graduação, mestrado, doutorado, mudando o pensamento e criando linhas de pesquisas nas instâncias de fomento. Com isso, o aumento do número de doutores e mestres na fisioterapia fez aumentar o número de pesquisas e dar subsídios aos profissionais para se afirmar em seus respectivos ambientes de trabalho.
É importante frisar que a fisioterapia é uma profissão recente, o Fisioterapeuta de hoje já não guarda semelhanças com seu nascedouro de “técnico de reabilitação” da década de 50.
A Fisioterapia foi regulamentada oficialmente no Brasil pelo Decreto-Lei nº 938 em 1969 e pela Lei Federal nº 6.316 em 1975. Com o fechamento do parlamento brasileiro pelo AI-5, o debate sobre a regulamentação existente continuou entre os ministros do presidente Costa e Silva. A proposta de perfil profissional vencedora foi a do titular da Educação, Tarso Dutra, autor do anteprojeto do DL n° 938: "Daí, a característica de profissão liberal, independente e desvinculada, por natureza, de quaisquer profissões (...), sem, entretanto, interpenetrações e vínculos de controle, que seriam a negação do próprio sentido profissional da atividade", rompendo com a hierarquia de dependência de prescrição ou indicação médica. Uma formação curricular consistente permite ao fisioterapeuta, em sua avaliação ou consulta, a formulação do diagnóstico fisioterapêutico (cinesiológico-funcional), de acordo com a normatização profissional do Brasil, atuando desde a admissão do paciente ao serviço à alta. Baseando a sua conduta pautada nos aspectos éticos de sua formação e interação com o paciente, que tem todo um contexto extra-lesão envolvido.

### Especialidades reconhecidas pelo Coffito no Brasil
- Fisioterapia pneumofuncional pela Resolução COFFITO n.º 188, de 9 de dezembro de 1998, nomenclatura substituída por Fisioterapia Respiratória pela Resolução COFFITO n.º 318, de 30 de agosto de 2006.
- Fisioterapia neurofuncional pela Resolução COFFITO n.º 189, de 9 de dezembro de 1998.
- Acupuntura pela Resolução COFFITO n.º 219, de 14 de dezembro de 2000, não-exclusiva; foi precedida pela normativa pioneira de 22 de junho de 1985, a histórica Resolução COFFITO n.º 60, e as complementações de n.º 97 e 201.
- Fisioterapia traumato-ortopédico-funcional pela Resolução COFFITO n.º 260, de 11 de abril de 2004, complementada pela Resolução COFFITO n.º 279, de 15 de setembro de 2004;
- Fisioterapia esportiva pela Resolução COFFITO n.º 337, de 8 de novembro de 2007;
- Fisioterapia do trabalho pela Resolução COFFITO n.º 351, de 13 de junho de 2008; foi precedida pela normativa inicial de n.º 259, de 18 de dezembro de 2003, que listou atribuições na área.
- Fisioterapia dermatofuncional pela Resolução COFFITO n.º 362, de 20 de maio de 2009;
- Fisioterapia em saúde coletiva pela Resolução COFFITO n.º 363, de 20 de maio de 2009;
- Fisioterapia oncofuncional pela Resolução COFFITO n.º 364, de de 20 de maio de 2009;
- Fisioterapia uroginecofuncional pela Resolução COFFITO n.º 365, de 20 de maio de 2009;
- Fisioterapia em terapia intensiva pela Resolução COFFITO nº 392 de 4 de outubro de 2011;
- Osteopatia pela Resolução COFFITO nº 398 de 03 de agosto de 2011;
- Quiropraxia pela Resolução COFFITO nº 399 de 03 de agosto de 2011;
- Fisioterapia em Gerontologia pela Resolução COFFITO nº 476 de 20 de dezembro de 2016.

### Símbolo

Símbolo da Fisioterapia com duas serpentes enroladas no Raio

A resolução nº 232/02 dispõe sobre o símbolo oficial da fisioterapia, a qual descreve:
- RAIO - com comprimento de 9,5/10 do eixo maior interno do CAMAFEU (elipse), tendo nas extremidades superior e inferior largura zero e em sua parte mais ampla 0,5/10 do eixo citado; com impressão em quatro cores, em escala CMYK na cor dourado (C7/M3O/Y100/K15);
- SERPENTES – enrolar-se-ão no raio de cima para baixo, uma da esquerda para a direita e a outra da direita para a esquerda em forma elíptica, passando pela frente, por trás, pela frente e parte superior e inferior do raio respectivamente, tendo a maior distância entre elas de 4/10 do eixo maior interno do Camafeu e na parte superior da extremidade do raio à distância de 1,2/10 do eixo maior interno do Camafeu e na parte inferior da extremidade do raio à distância de 0,3/10 do eixo maior interno do Camafeu, com impressão em quatro cores, escala CMYK, nas cores: verde (C100/M0/Y90/K40) e preta (K100);
- CAMAFEU – terá na borda a largura de 0,5/10 do seu eixo maior interno (eixo vertical) e, no seu eixo menor interno (eixo horizontal) o comprimento de 8/10 da referida medida com impressão de sua borda em quatro cores, escala CMYK, nas cores: marrom (C60/M70/Y80/K10) e preta (K100), em fundo branco;
- A inscrição das palavras Fisioterapeuta ou Fisioterapia, terá o comprimento de 2,4/10 e 2/10 do eixo maior interno do Camafeu respectivamente, arqueado para baixo, acompanhando a linha do desenho, com impressão a quatro cores em escala CMYK, na cor preta (K100);
- ANEL – uma esmeralda engastada em aro de ouro, ostentando de um lado duas serpentes entrelaçadas e do outro a figura do raio, ambos na forma decomposta do símbolo aprovado nesta resolução.

### Estágios
Estágios em Fisioterapia devem se submeter às exigências da lei federal n.º 11.788, de 25 de setembro de 2008, nos aspectos gerais da atividade, e enquadram-se nos aspectos específicos, enquanto área assistencial da saúde, na resolução normativa do COFFITO n.º 153/93, que complementa a de nº 139/92 e que estabelece uma relação de no máximo 6 alunos para um preceptor, e nas recomendações da ABENFISIO do Forum de João Pessoa de 2006 para uma adequada supervisão docente.